# Deutzia crassifolia
Deutzia crassifolia är en hortensiaväxtart som beskrevs av Alfred Rehder. Deutzia crassifolia ingår i släktet deutzior, och familjen hortensiaväxter. Inga underarter finns listade i Catalogue of Life.